# غاوه شله (سقز)
قرية غاوه شله (بالكردية: گاوەشەلە) هي إحدى القرى التابعة لـسرا في ريف قسم مركزي من مقاطعة سقز، في محافظة كردستان الإيرانية.

## السكان
حسب إحصاءات سنة 2006، بلغ إجمالي السكان في غاوه شله 186 نسمة وعدد المساكن 32 مسكن. لغة سكان غاوه شله هي اللغة الكردية و هم من أهل السنة والجماعة والمذهب الشافعي.